# MÁV-Baureihe V41
Die MÁV-Baureihe V41 war eine elektrische Lokomotive der ungarischen Staatsbahn Magyar Államvasutak (MÁV) und die erste nach dem System Ward Leonard arbeitende serienmäßig gebaute Elektrolokomotive.

## Geschichte
Die Lokomotiven wurde anlässlich der Elektrifizierung der Hauptstrecke Budapest–Miskolc 1958 bestellt. Die Strecke sollte abweichend von der mit 16 kV 50 Hz betriebenen Strecke Budapest–Hegyeshalom mit 25 kV 50 Hz elektrifiziert werden. Um die Lokomotiven freizügig einsetzen zu können, wurden sie als Zweisystemlokomotive ausgeführt.
Später wurde noch fast gleich aussehende Lokomotiven der Reihe V42 beschafft, die eine höhere Leistung hatte.
Sie waren zunächst im Raum Budapest eingesetzt und beförderten Güterzüge. Die Fahrzeuge bewährten sich nur bedingt, da die Bauausführung mangelhaft und die Leistung zu niedrig war. Nach 1970 wurden sie ausgemustert und als Wagenheizanlage weiterbetrieben. Die V41,523 ist im Bahnhistorischen Park Budapest erhalten geblieben.

## Technische Merkmale
Die Lokomotiven arbeiten nach dem System eines Ward Leonard-Umformers. Dieses System wurde vorher bei der Fertigung eines Elektro-Triebwagens erprobt. Es besteht vom Prinzip her aus einer Antriebsmaschine, die einen Generator mit konstanter Drehzahl antreibt. Bei der V41 treibt ein Antriebsmotor zwei Generatoren an. Die Drehzahl des Synchronmotors und des Generators betragen 1500/min. Ein Generator versorgt zwei Gleichstrom-Reihenschlussmotoren. Die veränderliche Drehzahl der ausgeführten Traktionsmotoren erfolgt durch den Erregerstrom des Generators. Das Antriebssystem ermöglicht eine sehr feinfühlige Regulierung der Geschwindigkeit der Lokomotive mit 16 Fahrstufen.